# 世にも奇妙な物語 夏の特別編 (2024年)
『世にも奇妙な物語 夏の特別編』（よにもきみょうなものがたり なつのとくべつへん）は、2024年6月8日（土）21:00 - 23:10にフジテレビ系「土曜プレミアム」枠で放送された『世にも奇妙な物語』の特別編。

## 追憶の洋館

### あらすじ（追憶の洋館）
主人公の雨霧梢。人気のない山奥の滝を見に行っていた最中に足を滑らさせて転倒し、意識を失ってしまう。彼女が目覚めたのはとある古い洋館のベッドの上で、部屋を出ようとするとそこに星野明と名乗る青年が現れ、手当てをしたのが自分たちだと告げる。星野と一緒にダイニングルームに向かった梢はそこで季節感がバラバラの服装をした3人の姿を目にする。

### 出演者（追憶の洋館）
雨霧梢
演 - 若村麻由美
星野明
演 - ジェシー（SixTONES）
老人
演 - 山田明郷
和装マダム
演 - 山野海
女子高生
演 - 池田朱那
森本礼一
演 - 清水伸
波多野悟
演 - 神田聖司
記者
演 - 水田萌木
使用人
演 - 百蔵充輝

### スタッフ（追憶の洋館）
- 脚本 - 諸橋隼人
- 演出 - 土方政人

## 友引村

### あらすじ（友引村）
主人公の藤崎凛。彼女は友人の高橋壮真、日比野ヤマトと何気ない日常を過ごしていた。ある日、ヤマトの訃報が伝えられる。凛と壮真は彼の出身地である友引村へ向かうことに。

### 出演者（友引村）
藤崎凛（ふじさき りん）
演 - 原菜乃華
主人公。大学生。

高橋壮真（たかはし そうま）
演 - 水沢林太郎
大学生。

日比野ヤマト（ひびの ヤマト）
演 - 丈太郎
大学生。

日比野望美（ひびの のぞみ）
演 - 山下容莉枝
ヤマトの母。

師岡亮
演 - 豊田一也
牛尾圭祐
演 - 前原実
山田斉昭
演 - 春海四方

### スタッフ（友引村）
- 脚本 - 遠藤大輔
- 演出 - 小林義則
- 振付師 - 紀元由有

## 人類の宝

### あらすじ（人類の宝）
主人公の佐倉エイスケ。彼はアーティストとして画を描いていた。ある日、才能を持ったアーティストたちを保護する世界文化遺産保全機構（WCCO）の三嶋左近によって連行される。

### 出演者（人類の宝）
佐倉エイスケ（さくら エイスケ）
演 - 高杉真宙
主人公。アルバイトを転々としつつ、壁にグラフィティアートを描きながらその日暮らしをしているフリーター。

三嶋左近（みしま さこん）
演 - 新納慎也
世界文化遺産保全機構（WCCO）の職員を名乗る男。

ミハル
演 - 恒松祐里

相澤
演 - 山口航太
武装集団リーダー
演 - 黒澤光司
レポーター
演 - 阿久澤菜々

### スタッフ（人類の宝）
- 脚本 - 荒木哉仁
- 演出 - 木下高男
- グラフィティアート - KAZZROCK
- 劇中歌 - 植田能平、遠藤采

## 週刊 元恋人を作る

### あらすじ（週刊 元恋人を作る）
主人公は学生起業を目指しセミナーに通う大学生・ななみ。彼女は講師の大谷と恋愛をしていた。ある日、ななみは彼と破局する。そのことを彼女は周囲に隠していたが、友人のあいりをはじめ、誰も大谷の姿を見たことがなかった。その後、ななみは元恋人のアンドロイドを作ることができる雑誌「週刊 元恋人を作る」を知る。

### 出演者（週刊 元恋人を作る）
ななみ
演 - 髙橋ひかる
大学生。
大谷（おおたに）
演 - 竹財輝之助
ななみの元彼氏。セミナーの講師。
あいり
演 - 富田鈴花（日向坂46）
ななみの友人。
女子大生1
演 - 古川杏
女子大生2
演 - 飯田桃子
男性
演 - 浅見紘至
CMナレーション
演 - 紀ノ貴紀
女性アンドロイド1
演 - 設楽もね
女性アンドロイド2
演 - 増田結芽
男性アンドロイド1
演 - 関根雄人
男性アンドロイド2
演 - 島村雄大

### スタッフ（週刊 元恋人を作る）
- 原作 - 谷口菜津子「週刊 元恋人を作る」（トーチweb）
- 脚本 - 横尾千智
- 演出 - 植田泰史

## ストーリーテラー

### 出演者（ストーリーテラー）
始皇帝
演 - 吉見征樹
女性
演 - Maria Rybalka
男性
演 - Hugo D

### スタッフ（スタッフ）
- 脚本 - 相馬光
- 演出 - 植田泰史